# Prostějov místní nádraží
Prostějov místní nádraží – druga co do ważności stacja kolejowa w Prościejowie, w kraju ołomunieckim, w Czechach. Jest ważnym węzłem kolejowym. Znajduje się na wysokości 230 m n.p.m.
Jest obsługiwana i zarządzana przez České dráhy. Na stacji znajdują się kasy biletowe, na których istnieje możliwość zakupu biletów na wszystkie pociągi w tym międzynarodowe oraz rezerwacji miejsc.

## Linie kolejowe
- 271 Prostějov - Konice - Dzbel - Chornice
- 273 Červenka - Senice na Hané - Prostějov